# Biskupské gymnázium Hradec Králové
Biskupské gymnázium (dříve Bohuslava Balbína) je královéhradecké gymnázium, které navazuje na přerušenou tradici jezuitského gymnázia.
Jedná se o církevní gymnázium, jež poskytuje všeobecné vzdělání v osmiletém (2 třídy) a čtyřletém (obvykle 1 třída) studiu.

## Historie
Gymnázium bylo založeno v roce 1992 biskupem Karlem Otčenáškem a Ing. Václavem Bláhou, který se stal prvním ředitelem.

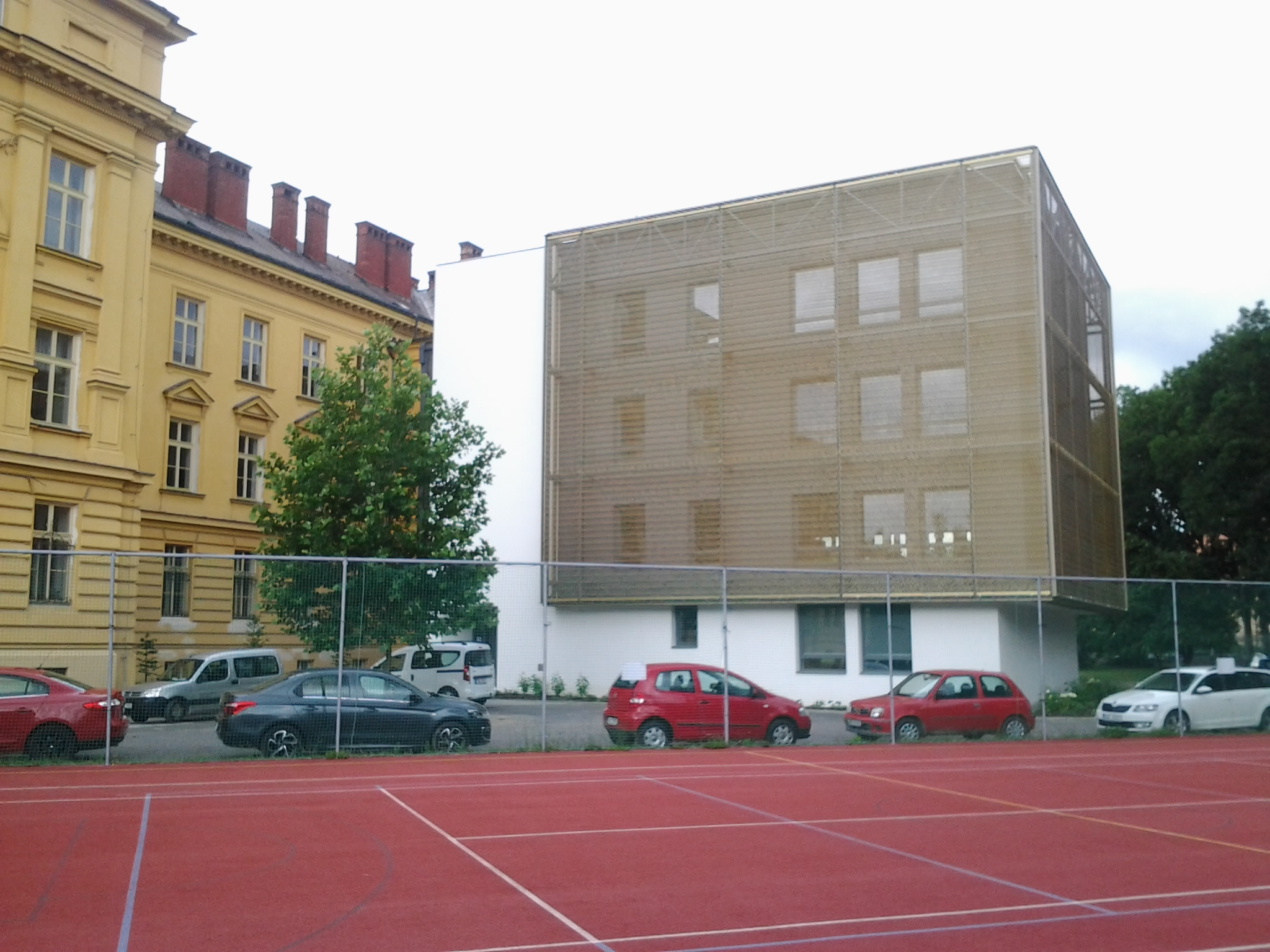
Budova Kostky Biskupského gymnázia v roce 2021

K 1. 7. 2009 byla škola právně sloučena se Základní školou a mateřskou školou Jana Pavla II., kterou rovněž zřizuje královéhradecké biskupství. Od začátku školního roku 2009/2010 existovalo instituce jako Biskupské gymnázium Bohuslava Balbína a Základní a Mateřská škola Jana Pavla II. v Hradci Králové. V roce 2017 byla k souškolí připojena i nově vzniklá základní umělecká škola, proto je současný název svazku církevních škol v Hradci Králové „Biskupské gymnázium, církevní základní škola, mateřská škola a základní umělecká škola Hradec Králové“.
V září 2019 bylo oznámeno, že se gymnázium zmodernizuje. K jaru roku 2021 byly přidány odborné učebny a laboratoře pro výuku přírodovědných předmětů a matematiky, a to spojením původní budovy s tzv. Kostkou, budovou ze 70. let 20. století, která stojí na školním pozemku.

## Budova
Gymnázium od počátku sídlí v budově bývalého Borromaea na břehu řeky Orlice.

## Významní studenti
- Michael Gaspar, český hokejista[5]
- Michal Horák, český písničkář
- Olga Richterová, česká politička a překladatelka[6]
- Martin Štohanzl, český hokejista[5]